# Ch (диграф)

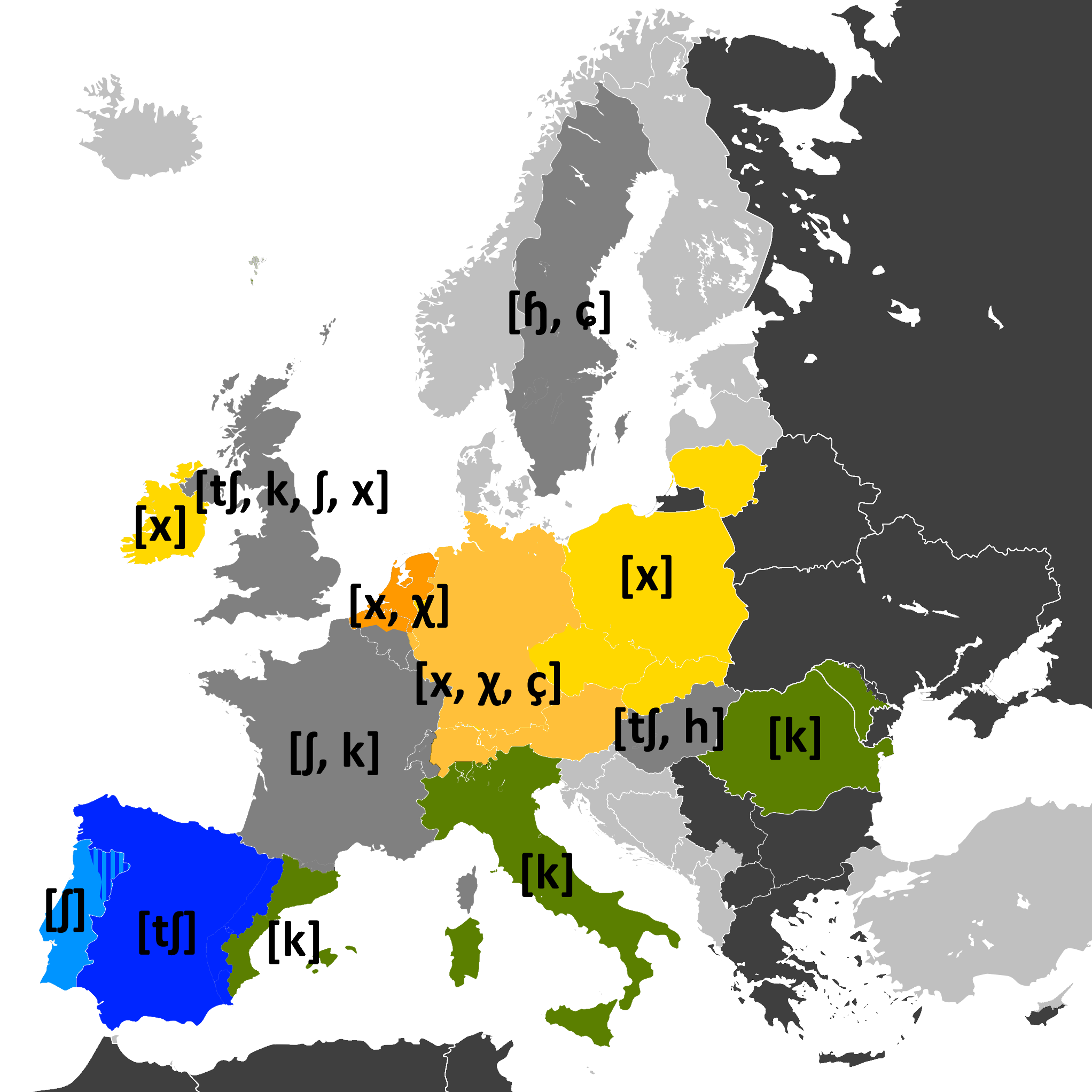
Вимова письмового ch європейськими мовами. Темно-сірим позначається область, де ch позначає більше ніж одну вимову.

Ch — диграф, що використовується в ортографії кількох мов, що використовують латинське письмо. Букви C і H, що входять до складу цього диграфа, пишуться окремо.
В українській зараз використовується для транслітерації латиницею літери Чч, відповідно англійської ортографічної традиції. В історичних латинських абетках української мови, наприклад проєкту альфабету Лозинського "Абецадло" чи проєкту Їречека, передає кириличну літеру Хх, тобто звук [x]. Власне як і в історичній латинській абетці білоруської мови та сучасній Інструкції з транслітерації білоруської мови.

## Латинська мова
У латинській мові ch переважно вживався в словах грецького походження — на місці оригінальної χ («хі»), якою в давньогрецькій абетці позначався звук [kʰ], надалі [x]. У латинській мові цей звук траплявся лише як алофон [k] у деяких словах, (наприклад pulcher). Внаслідок неприродности фрикативних латині у пізній період звичайне читання ch у грецизмах як [k].

## Англійська мова
- В англійській мові диграф ch найчастіше позначає звук [ʧ].
- У словах від грецького коріння позначає звук [k].
- У словах французького походження і деяких словах іспанської та італійської мов позначає звук ʃ, наприклад англ. charade, machine, machete, pistachio.
- У британській англійській в деяких словах позначає звук dʒ (sandwich, spinach, Greenwich).
- У запозиченнях з шотландської позначає звук χ (loch).
- У запозиченнях з івриту та ідиш позначає звук χ або x challah.
- Може взагалі не вимовлятися, наприклад у словах Crichton, currach, drachm, yacht.

## Німецька мова
У німецькій мові диграф Ch відповідає звукам [ç] і [x]. Звук [ç] вимовляється тоді, коли диграф стоїть у сусідстві з голосними переднього ряду ([e], [i] тощо), а також після сонорних приголосних ([l], [n] тощо); звук [x], який почнається в українській літерою Х — у решті випадків. У запозиченнях з грецької цей диграф читається як [k].

## Французька та португальська мови
У французькій і португальській мовах цей диграф читається як [ʃ].
У французьких запозиченнях з грецької мови Ch зазвичай читається як [k].

## Іспанська мова
В іспанській мові Ch вимовляється як [ʧ]. Диграф вважався окремою літерою абетки в 1754—2010 роках.

## Італійська та румунська мови
В італійській та румунській мовах ch зустрічається тільки перед літерами E та I, вимовляється як [k] (тобто в позиціях, де одна літера C повинна читатись як [ʧ])

## Польська мова
У польській мові Ch вимовляється як [х] і відповідає українському Х. Наприклад: chleb — хліб.

## Чеська та словацька мови
Диграф Ch є самостійною буквою у чеській і словацькій мовах та передає на письмі звук, відповідний українському [х]. Займає місце в алфавітах після букви H, яка відповідає українському [г].